# Simplicia pseudoniphona
Simplicia pseudoniphona är en fjärilsart som beskrevs av Shigero Sugi 1965. Simplicia pseudoniphona ingår i släktet Simplicia och familjen nattflyn. Inga underarter finns listade i Catalogue of Life.